# Mark Begich
Mark Peter Begich (Anchorage, 30 de março de 1962) é um político americano membro do Senado dos Estados Unidos e membro do Partido Democrata. Ele também foi prefeito de Anchorage.
Begich foi eleito para a Assembleia Estadual do Alasca aos 26 anos, ocupando o cargo por quase dez anos. Begich perdeu duas eleições para prefeito de Anchorage, em 1994 e 2000. Ele foi eleito prefeito em 2003 e reeleito em 2006.
Em 2008, Begich foi eleito senador dos Estados Unidos após derrotar por uma pequena margem o senador republicano Ted Stevens. Ele concorreu a reeleição em 2014, mas foi derrotado por Dan Sullivan.